# Airport Drive
Airport Drive – wieś w Stanach Zjednoczonych, w stanie Missouri, w hrabstwie Jasper.